# Ара-Булак
Ара́-Була́к (рос. Ара-Булак) — село у складі Могойтуйського району Забайкальського краю, Росія. Входить до складу Хілинського сільського поселення.

## Населення
Населення — 204 особи (2010; 199 у 2002).
Національний склад (станом на 2002 рік):
- росіяни — 83 %